# 扬尼斯·梅利萨尼季斯
扬尼斯·梅利萨尼季斯（希臘語：Ιωάννης Μελισσανίδης，1977年3月27日—），希腊男子竞技体操运动员。他曾代表希腊获得1996年夏季奥运会体操比赛男子自由体操金牌。他也参加了2000年夏季奥运会。